# Cantuaria gilliesi
Cantuaria gilliesi is een spinnensoort in de taxonomische indeling van de valdeurspinnen (Idiopidae).
Het dier behoort tot het geslacht Cantuaria. De wetenschappelijke naam van de soort werd voor het eerst geldig gepubliceerd in 1878 door Octavius Pickard-Cambridge.